# 버르치구

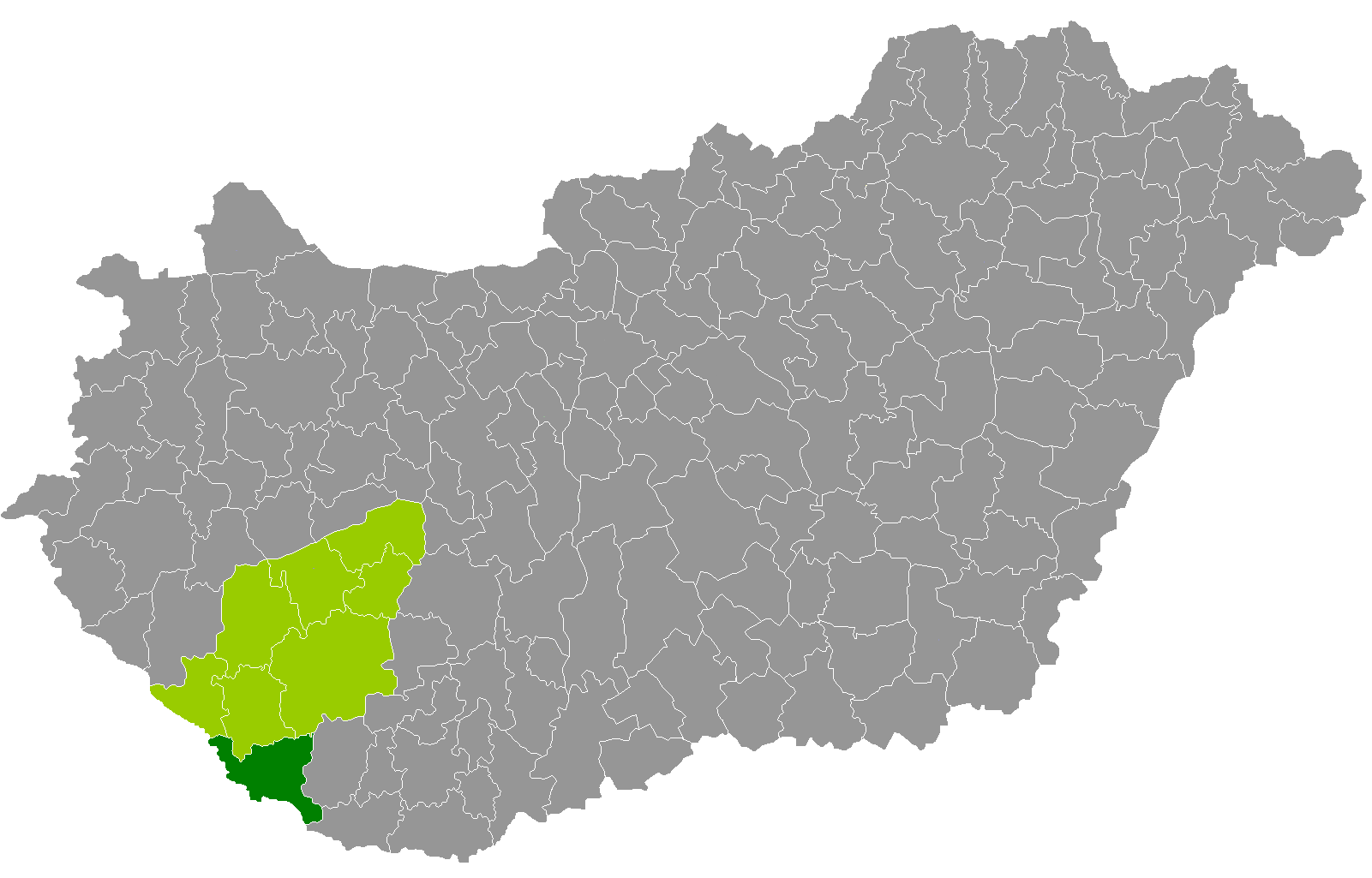
쇼모지주 지도에 표시된 버르치구의 위치

버르치구(헝가리어: Barcsi járás)는 헝가리 쇼모지주에 위치한 구로 구청 소재지는 버르치이며 면적은 696.47km2, 인구는 23,793명(2011년 기준), 인구 밀도는 34명/km2이다.
북쪽으로는 추르고구, 너저타드구, 커포슈바르구, 동족으로는 버러녀주 시게트바르구, 셰예구와 접하며 남서쪽으로는 크로아티아와 국경을 접한다. 26개 지방 자치체(1개 시, 25개 마을)를 관할한다.

구 문장